# Colonia Santa Lucía
Colonia Santa Lucía är en ort i Mexiko, tillhörande kommunen Zumpango i delstaten Mexiko. Colonia Santa Lucía ligger i den centrala delen av landet och tillhör Mexico Citys storstadsområde. Orten hade 3 610 invånare vid folkräkningen 2010.